# Zen
A zen (avagy zen buddhizmus) a mahájána buddhizmusból eredeztethető tan, rendszer, amelynek lényege a jelenségek valódi természetének megismerése, beleértve a zent gyakorlók belső természetét is, sőt a megvilágosodáson túli természetet is, annak felismerése, hogy egyetlen buddha-természet létezik csupán. A zen világnézetének az úgynevezett kettősségektől mentes vagy „nemkettős” hozzáállás a legjellemzőbb ismérve, legjellemzőbb gyakorlata pedig a zazen és a kóan-praxis. A rinzai iskola módszere szerint a figyelmet zazen közben kóanokra fókuszálják. Az ezen iskolákon alapuló összefoglaló japán elnevezés a zen szó.
„A zen nem vallás.
Sem külön üdv-tanítása, sem dogmatikája,
sem eszkatológiája nincs,
és szentkönyvre sem nagyon hivatkozik.
A zen nem filozófiai iskola, mert nem teória,
sőt a súly éppen az életrendre esik.
A zen nem szekta, vagyis nem leszűkült vallás,
mert amit tanít az éppen a minél
tágasabb és minél szabadabb.”

(Hamvas Béla)
A zen kifejezés eredetije az Indiából ismert dhjána (dhyāna, ध्यान) , ami Kínában csan (禪) néven honosodott meg, majd onnan terjedt tovább Koreába szon-ként, Vietnámba thiền-ként, s végül Japánba zen néven. Követői szerint a zennek az egyik legfontosabb eleme az, hogy nem ragaszkodik semmiféle külső tekintélyhez, nincs szent könyve, s ezt ki is fejezi alapelveként, miszerint "nem támaszkodik írásokra". A zen besorolható a Mahájána buddhista iskolák közé, azaz a megvilágosodást nem öncélú történésnek tartja, hanem a minden lény boldogulásáért kifejtett változásnak, ám a mahájána iskolákkal ellentétben elveti a megvilágosodásnak mint célnak az elérését és a megvilágosodás bekövetkezését célzó erőfeszítések vezette aktív cselekvést. Ilyen módon közelít a taoizmushoz és a dzogcsenhez. A zen tanítás a mahájána gondolkodás számos forrásából merít, különösen a jógacsarából, a Tathágata-garbha szútrákból, a Lankávatára szútrából és a hua-jen iskolából, amelyek a buddha-természetre, a teljességre és a bódhiszattva-ideálra helyezik a hangsúlyt.

## A zen terjedése
A zen (csan) a mahajána buddhizmus részeként alakult ki, hagyományvonalát Sákjamúni Buddháig visszavezeti. Fejlődése során a kínai taoizmussal különleges módon keveredett. Neve a meditáció szanszkrit megfelelőjéből, a "dhyāna" (ध्यान) szóból származik. Ez a szó a kínai nyelvbe úgy került be, mint chán (禪, egyszerűsített 禅; magyar ejtése és gyakori írása: csan). Később, Koreában a szon, Vietnámban a thiền, míg Japánban a zen nevet kapta. Megjegyzendő, hogy a csan, szon, thien, és zen pusztán a közös kínai karakter különböző kiejtései, így az egyes iskolák tanításai ugyan több pontban is különbözhetnek, de alapelveik lényegében azonosak.
A hagyomány szerint a zen alapjait Kínában rakta le egy indiai buddhista szerzetes, Bódhidharma (Japánban Daruma Daisi, Kínában Da mo; Bódhidharma a Csola-dinasztia harmadik hercege volt, a Kanchipuram déli részét uraló észak-indiai Csola-ág leszármazottja). Egyes hagyományok szerint Bódhidharma Mahákásjapának, Buddha egyik utolsó tanítványának a 28. reinkarnációja volt. A korai források szerint i. sz. 520 körül hajózott a dél-kínai Liang királyságba, ahol kinyilatkozta, hogy az önző céllal véghez vitt jócselekedetek haszontalanok a megvilágosodás (lásd még: bodhi) eléréséhez. Ezek után egy Lojang melletti kolostorba vonult Észak-Kínában, ahol a legenda szerint kilenc évet töltött meditációval egy sziklafal előtt. Tanítványokat csak ezután fogadott. Később a kínai Honan tartomány Deng Feng megyéjében hunyt el, a Sung-hegy Saolin Templomában (嵩山少林寺).
Az újabb történeti kutatások azonban megcáfolják ezt a hagyományos nézetet, és az iskola kibontakozását korábbra, a kínai Tang-dinasztia időszakára (618-907) teszik, Így a buddhizmus elkínaiasodásának eredménye a csan irányzat. A tulajdonképpeni alapító, egy kuangtung-i írástudatlan házaló, tűzifa-kereskedő, később 6. kínai pátriárkává váló Huj-neng (638-713), aki az egyszerűséghez, a természethez való visszatérést hirdette, ami szükséges a Buddha megvilágosodásélményének átéléséhez. Mindez tipikusan kínai, elsősorban taoista válasz az elvont és rendszerező indiai buddhizmusra.
Kínában tanuló koreai szerzetesek vitték tovább hazájukba a csant, amit addigra már átitatott a kínai taoizmus és kisebb részben a konfucianizmus.
A csan, a szon, és a zen elkülönülten fejlődött tovább az egyes országokban, így mára mindegyiknek önálló identitása alakult ki. Ugyan Kínában, Koreában, Japánban, és másutt is a családfákat közvetlenül Bódhidharmától eredeztetik, vitathatatlanul kialakultak filozófiai és gyakorlati különbségek.
A japán rinzai-zen filozófus, Szuzuki Daiszecu megfogalmazásában a zen gyakorlásának egyetlen célja a szatori (Kensó), azaz a megvilágosodás, minden lény javára. Ami azonban az indiai buddhistáktól igazán megkülönböztette a kínai, koreai, és japán zen buddhistákat, az a gyökeresen különböző életmódjuk volt. Indiában fennmaradt a koldulás szokása, míg Kínában a társadalmi körülmények egy kolostori rendszer kialakulását segítették elő, amiben az apát és a szerzetesek egyaránt hétköznapi feladatokat végeztek. Ilyen volt a földművelés, ácsolás, építészet, háztartás, adminisztráció, és a gyógyítás gyakorlása. A zenben követett alapelv, a nem-cselekvés azt jelenti, hogy a zen gyakorló nem tesz semmi különöset, egyszerűen amit tesz, azt intuitívan, spontán módon teszi, tehát a legtermészetesebb módon éli a mindennapi életét. Amennyiben zen-gyakorlást végez, azaz gyakorolja a zazent vagy a kóan-praxist, azt is a nem-cselekvés elve mentén teszi, azaz pl. a zazen esetében "csak ül".
Az első zen pátriárkák:
1. Bódhidharma (szankszrit बोिधधर्म, kínai Damo 達摩, japán Daruma だるま) * kb. 440 – kb. 528
2. Hui-ke (慧可, japánul Daiszo Eka) * 487 – 593
3. Seng-can (僧燦, japánul Koncsi Szószan) * ? – 606
4. Dao-xin (道信, japánul Daii Dósin) * 580 – 651
5. Hung Ren (弘忍, japánul Daiman Kónin) * 601 – 674
6. Hj-neng (慧能, japánul Daikan Enó) * 638 – 713

## A zen Japánban

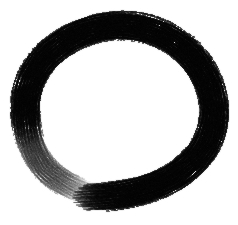
A zen kör

Napjainkban a rinzai, a szótó, és az óbaku iskola létezik Japánban. A rinzai iskola szellemi alapjait a kínai Lin-csi (japánul Rinzai) tette le, amit aztán 1191-ben Eiszai honosított meg Japánban. A szótó iskolát Eiszai tanítványa, Dógen hozta létre, a kínai csao-tungot alapul véve. Az óbaku iskolája pedig a 17. században jelent meg, egy Ingen nevű kínai szerzetes közvetítésével.
Néhány kortárs japán zen tanító, mint Harada Daiun és Szuzuki Sunrjú, kritikával illetik a japán zent, mert szerintük az nem más, mint üres rituálék rendszere, nagyon kevés olyan követővel, aki elérte a megvilágosodást.
Egyes japán zen-szektákat és tanítókat a második világháborúban kicsúcsosodó japán militarista nacionalizmusban vállalt tevékenységéért is ért kritika.

## A zen és a buddhizmus
A zen napjainkra a buddhizmus egyik iskolájának tekinthető, és mint ilyen, gyökerei mélyen a történelmi Buddha tanításáig nyúlnak vissza, azonban a kínai eredetre is utalnak a tan taoista és konfucianista vonásai. A zen ág önmagát a Buddha Szív Iskolának nevezi, utalva ezzel az úgynevezett Szív szútra jelentőségére (A mély meghaladó bölcsesség szíve szútra), amit gyakran recitálnak a szertartások során. A szútrák mindennapi recitálása során gyakran felsorolják az iskola átadási vonalát, felsorolva az összes „dharma őst”, pátriárkát, és a zent továbbadó tanítókat, egészen a történelmi Buddháig.
A zen, nyitottságának és annak köszönhetően, hogy nem vallásként azonosítja magát, a buddhista követők körén kívül is népszerűvé vált Ázsiában és azon kívül is. "A vallásos gondolkozással ellentétben a zen nem akar a valóságos világon kívül, fantasztikus módon megvalósítani szükségleteket, amelyek a valóságos világban megvalósíthatatlannak bizonyulnak." A zen gyökerei megtalálhatók a kereszténység gyakorlataiban is, ahogy arra többek között Thomas Merton trappista és Richard Rohr ferences szerzetesek rámutatnak. Mivel a zennek nem létezik hivatalos kormányzó testülete, szinte lehetetlen bármilyen hiteles leszármazási ágat is „eretneknek” minősíteni. Az alapelv az, hogy bármilyen hiteles zen iskolának vissza kell tudnia vezetnie tanítóinak leszármazását Japánba, Koreába, Vietnámba, vagy Kínába.[forrás?]

## Tanítások, példázatok, versek, szövegkiadások
- Mumon Ekai: A nincs kapu. A Mumonkan gyűjtemény. A Zen buddhizmus klasszikus koan gyűjteménye; ford., jegyz., ill. Dobosy Antal; Buddhista Misszió, Budapest, 1983
- Folyik a híd. Zen/csan buddhista anekdotakincs; vál., ford., szerk. Terebess Gábor; Officina Nova, Bp., 1990 (Bibliofil könyvek)
- 101 zen történet; ford. Bánfalvi András; Farkas Lőrinc Imre, Budapest, 1994
- Zen történetek; vál., ford., szerk. Szigeti György; Farkas Lőrinc Imre, Budapest, 1996
- Kopár hegycsúcs. Zen mesterek élete és tanítása; vál., ford., szerk. Szigeti György; Farkas Lőrinc Imre, Budapest, 1996
- Beszélő zen. A semmi kiáltásai; szöveg Tsai Chih Chung, ford. Jóvér Béla; Hunor, Budapest, 2001 (Budo kiskönyvtár)
- David Schiller: Zen bölcsességek; ford. Gálvölgyi Judit; Saxum, Budapest, 2003
- Gyémánt és lótusz. Zen tanmesék és versek; ford. Szántai Zsolt, Darvas Gabriella; Trajan, Budapest, 2004
- Naparcú Buddha. A zen szellemisége és gyakorlata; vál., szerk., ford Szigeti György; A Tan Kapuja–Vizsom, Budapest, 2005
- Helen Exley–Helen Thomson: A zen gyöngyszemei; ford. Getto Katalin; Alexandra, Pécs, 2006
- Hús-vér zen; összeáll. Paul Reps, ford. Acsai Roland; Cephalion, Szentendre, 2006
- A remete és a lelenc. Han-san és Si-tö versei. Zen költemények a 7. századi Kínából; vál., ford., jegyz. Tokaji Zsolt, előszó Csongor Barnabás; Fapadoskonyv.hu, Bp., 2010 (Kelet klasszikusai)
- Zen bölcsességek; vál., ford. Tokaji Zsolt; Fapadoskonyv.hu, Budapest, 2010 (Kelet klasszikusai)
- Zen bölcsességek, történetek, koanok; szerk. Szántai Zsolt, ford. Hadházi Zsolt, Tokaji Zsolt; Sudhana, Budapest, 2010
- Holló zenmester. Egy bölcs madár mondásai és cselekedetei; összeáll., jegyz. Robert Aitken, ford., szerk. Edelényi Gyula; Lunarimpex, Budapest–Fót, 2010
- Dobosy Antal: A fehér selyemszál hossza. Szútrák, kóanok, versek, eredeti tanulmányok és mai modern zen írások. Zen szöveggyűjtemény. A Tan Kapuja Buddhista Főiskola jegyzete; 3. jav. kiad.; A Tan Kapuja Buddhista Főiskola, Budapest, 2014
- Küzdj és ébredj. 208 zen kóan: önvalónk élménye a nem-gondolkodás és a tiszta éberség tapasztalatával; szerk. Virágh Szabolcs; Eredeti Fény Zen Templom, Esztergom, 2021
- A zen köztünk van. Shunryū Suzuki bölcs anekdotái és tanításai; szerk. David Chadwick, ford. Laik Eszter; 21. Század, Budapest, 2023